# Marcus Giamatti
Marcus Giamatti, né le 3 octobre 1961 à New Haven, est un acteur américain.

## Biographie
Marcus Giamatti est le fils de Bartlett Giamatti et le frère aîné de Paul Giamatti. Il a fait des études d'art dramatique à l'université Yale. Il est surtout connu pour avoir fait partie de la distribution principale de la série télévisée Amy de 1999 à 2005.

## Filmographie

### Cinéma
- 1990 : Mr and Mrs Bridge : Gil Davis
- 1994 : Les trois ninjas contre-attaquent : le commentateur
- 1999 : Babylon, USA : Eddie Dillon
- 2001 : The Business of Strangers : Robert
- 2015 : The Curse of Downers Grove : Rich

### Télévision
- 1991 : Rick Hunter (série télévisée, saison 7 épisode 12) : Jack Kane
- 1992 : Code Quantum (série télévisée, saison 4 épisode 17) : Rick Upfield
- 1999 : Homicide (série télévisée, saison 7 épisode 15) : Bernard Abrams
- 1999 : Les Pirates de la Silicon Valley (téléfilm) : Dan Kottke
- 1999-2005 : Amy (série télévisée, distribution principale) : Peter Gray
- 2002 : X-Files (série télévisée, saison 9 épisode N'abandonnez jamais) : John Gillnitz
- 2005 : Esprits criminels (série télévisée, saison 1 épisode 6) : Dr. Barry Landman
- 2007 : Preuve à l'appui (série télévisée, saison 6 épisode 6) : Donald Hagen
- 2007 : Cold Case : Affaires classées (série télévisée, saison 4 épisode 23) : Larry Kenick
- 2009 : Monk (série télévisée, saison 7 épisode 12) : John Keyes
- 2009 : Mentalist (série télévisée, saison 1 épisode 19) : Gabriel Fanning
- 2009 : Dr House (série télévisée, saison 6 épisode 6) : Keener
- 2009 : Les Experts (série télévisée, saison 10 épisode 8) : Chevy Cigs
- 2010 : NCIS : Enquêtes spéciales (série télévisée, saison 7 épisode 11) : Victor Tillman
- 2010 : Fringe (série télévisée, saison 3 épisode 4) : Ray Duffy
- 2011 : Les Experts : Miami (série télévisée, saison 9 épisode 15) : Hugh Parker
- 2013 : Beverly Hills Cop de Barry Sonnenfeld : Keith Trumain (téléfilm sorti en ligne en 2022)
- 2014 : Bones (série télévisée, saison 9 épisode 14) : Forrest Wakefield
- 2014 : L'Engrenage de l'anorexie (téléfilm) : Michael